# Andrew Burnham
Pour l’article homonyme, voir Andy Burnham, politicien britannique.
Andrew Burnham (né le 19 mars 1948 à Worksop, dans le Nottinghamshire) est un évêque de l'Église d'Angleterre jusqu'en 2010, date à laquelle il est reçu au sein de l'Église catholique romaine.
De 2000 à 2010, il est évêque d'Ebbsfleet. Il occupe alors la fonction de visiteur épiscopal pour la province de Canterbury (provincial episcopal visitor), c'est-à-dire qu'il est chargé de l'accompagnement pastoral d'un certain nombre de paroisses qui « ne peuvent accepter en conscience l'ordination de femmes comme prêtres ». En 2010 il devient avec d'autres anciens évêques anglicans un des premiers membres de l'ordinariat personnel de Notre-Dame de Walsingham au sein de l'Église catholique.

## Biographie

### Avant son entrée dans les ordres
Né en 1948 à Worksop dans le Nottinghamshire, Andrew Burnham fait ses premières études à Southwell ; il est alors interne au sein de la Minster Grammar School, et membre du chœur de la cathédrale. À partir de 1966, il étudie la musique, puis également la théologie, en vue d'entrer dans les ordres, au sein du New College de l'université d'Oxford.
Il connaît une profonde crise de foi et de vocation et passe finalement un Certificate of Education au Westminster College d'Oxford pour devenir enseignant en musique et directeur de chœurs. Il sera ainsi directeur de la musique pour la Bilborough Grammar School de Nottingham, puis maître de chœur pour la Nottingham Harmonic Society de 1973 à 1985.
Vers 1978, ayant retrouvé sa foi et sa vocation, il reprend ses études en vue de l'ordination, au sein de la Saint Stephen's House d'Oxford,.

### Service au sein de l'Église d'Angleterre
Andrew Burnham est ordonné diacre le 3 juillet 1983, puis prêtre le 1er janvier 1984. Il occupe plusieurs postes dans le diocèse de Southwell, d'abord comme prêtre assistant pour les paroisses de Clifton (1984-85) et Beeston (1985-87) avant de prendre en charge la paroisse de Carrington en 1987. Il la quitte en 1995 lorsqu'il devient principal adjoint de la faculté de théologie Saint Stephen's House au sein de l'université d'Oxford. Il y enseigne la liturgie et la missiologie, jusqu'en 2000.
Il occupe un siège au synode général de l'Église d'Angleterre de 1990 à 2000, et fait partie de la commission liturgique de 1995 à 2000. Il prend également part aux discussions entre anglicans et méthodistes. De 1995 à 2000, il dirige le groupe catholique au sein du synode.
Il est sacré évêque le 30 novembre de l'an 2000. Il prend la suite de Michael Houghton, brutalement décédé, comme évêque d'Ebbsfleet. À ce titre, il est suffragant de l'archevêque de Cantorbéry pour le compte duquel il agit comme visiteur épiscopal provincial (PEV, populairement dénommé évêque volant), c'est-à-dire qu'il est chargé de « l'accompagnement pastoral des paroisses opposées à l'ordination des femmes ». Il n'a donc pas de juridiction sur un territoire donné, mais des responsabilités pastorales concernant environ 120 paroisses réparties dans une aire assez vaste,. Andrew Burnham entreprend de mettre sur pied une structure très semblable à celle d'un véritable diocèse, espérant par là concrétiser progressivement les demandes de réorganisation hiérarchique relayées par l'association Forward in Faith.

### Réaction à Anglicanorum Coetibus et réception dans l'Église catholique

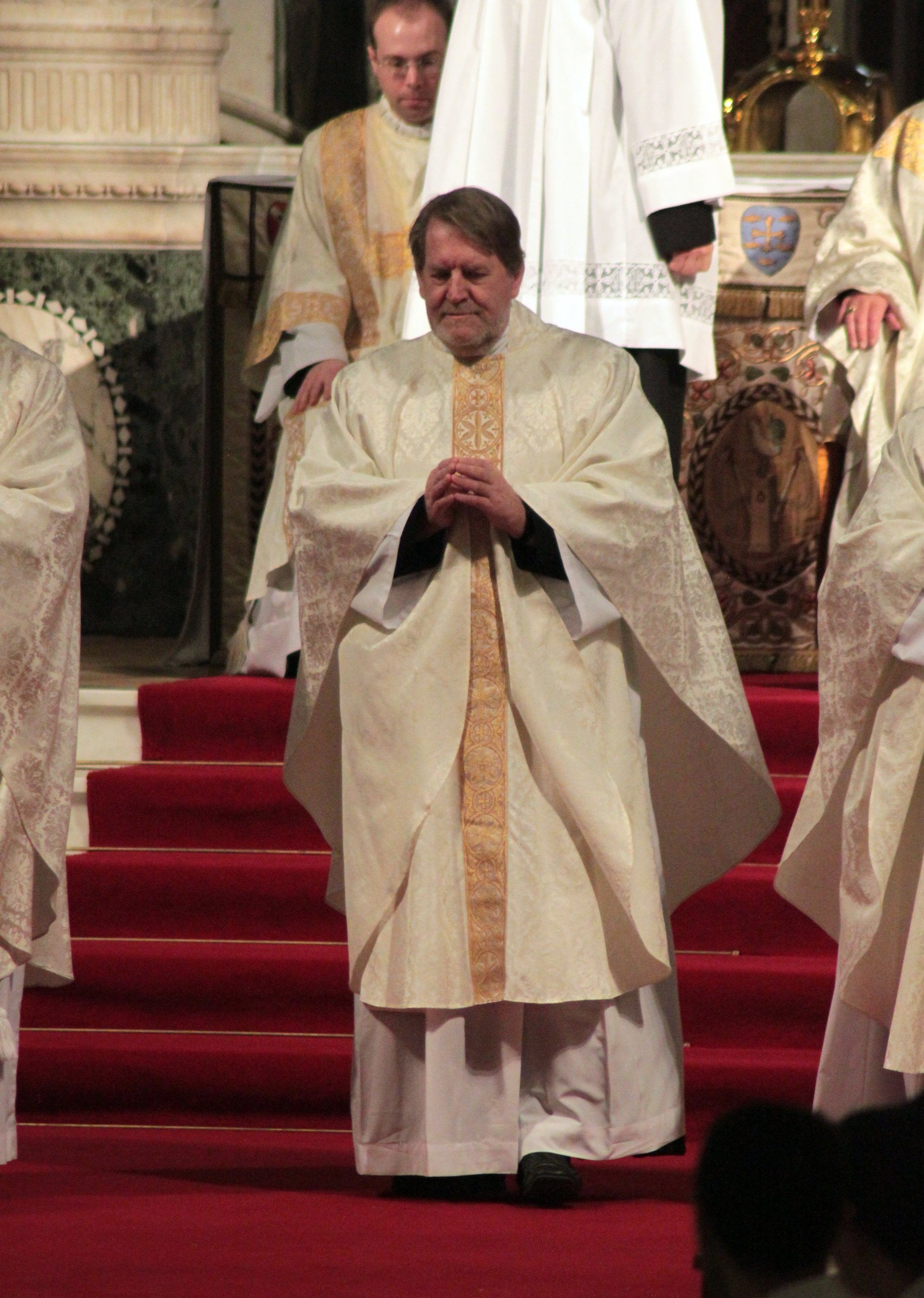
Andrew Burnham lors de son ordination sacerdotale au sein de l'Église catholique, le 15 janvier 2011.

En juillet 2008, peu après que le synode général de l'Église d'Angleterre a entériné le principe de l'ordination des femmes à l'épiscopat, Andrew Burnham manifeste son refus d'accepter l'évolution générale de son église indiquant que la question n'est pas tant celle de l'ordination des femmes, mais qu'il s'oppose « à la façon dont l'Église d'Angleterre prend des décisions au nom de l'Église entière alors qu'elle n'en est qu'une toute petite composante [et qu'] elle n'a tout simplement pas autorité pour introduire des changements fondamentaux dans la Bible, les sacrements, le dépôt de la foi ou les ministères. »
Dans une tribune au Catholic Herald, Andrew Burnham en appelle au pape et à la hiérarchie de l'Église catholique en Angleterre et au pays de Galles. Il indique être prêt pour sa part à se convertir au catholicisme. Mais il considère qu'il est de son devoir de pasteur de chercher à obtenir pour les fidèles dont il a la charge une solution globale, permettant à des groupes de convertis de continuer à célébrer la liturgie ensemble, en restant dans leurs églises. Dans une métaphore qui sera plusieurs fois reprise il indique « nous flottons dans l'eau, à la recherche d'un sauveteur »,.
Le pape Benoît XVI apportera le 9 novembre 2009 une proposition de solution de ce type pour les groupes d'anglicans en publiant la constitution Anglicanorum Coetibus. Après une année laissée à la réflexion et à la prière de chacun, Andrew Burnham annonce le 8 novembre 2010, avec quatre autres évêques anglicans (deux en activité et deux évêques émérites), sa démission à la date du 31 décembre, pour quitter l'Église d'Angleterre, entrer en pleine communion avec Rome et rejoindre le futur ordinariat d'Angleterre et du pays de Galles.
Au lendemain de sa démission effective, le 1er janvier 2011, Andrew Burnham est reçu dans l'Église catholique avec les deux autres évêques en activité qui ont démissionné avec lui : John Broadhurst évêque de Fulham et Keith Newton évêque de Richborough, ainsi que trois des sept religieuses de la communauté de Walsingham. Ils reçoivent le sacrement de confirmation dans la cathédrale de Westminster, des mains de l'évêque Alan Hopes, lui-même anglican converti au catholicisme en 1994. Les trois ex-évêques doivent être le fer de lance de l'ordinariat en cours de formation. Délibérément, la tenue de la cérémonie n'avait pas été annoncée au préalable.

### Service au sein de l'Église catholique
Le 13 janvier 2011, toujours accompagné de John Broadhurst et Keith Newton, Andrew Burnham est ordonné diacre au sein de l'Église catholique, dans la chapelle du séminaire de Allen Hall. Le surlendemain, par décret du pape Benoît XVI, l'« ordinariat personnel de Notre-Dame de Walsingham » est érigé pour l'Angleterre et le Pays de Galles, et les trois ecclésiastiques y sont incardinés. Ils reçoivent le même jour l'ordination sacerdotale de l'archevêque de Westminster, Vincent Nichols.
Le 17 mars 2011, Andrew Burnham est élevé par le pape à la dignité de prélat d'honneur de sa Sainteté,.
Au lancement de l'ordinariat, Andrew Burnham reçoit la responsabilité des questions de liturgie. Spécialiste de ce domaine, il a notamment publié, peu avant son entrée dans l'Église catholique, Heaven and Earth in Little Space, dans lequel il plaide pour le "ré-enchantement" de la liturgie. Il examine les livres liturgiques anglicans, démontrant comment, même de façon imperceptible, les prières eucharistiques ont été expurgées des éléments de doctrine catholique au profit d'une théologie réformée. S'interrogeant sur le bagage liturgique que les ex-anglicans peuvent amener avec eux, il suggère les prières du matin et du soir, la litanie, le psautier de Myles Coverdale et de nombreuses hymnes anglicanes.

## Œuvres
- (en) The Deacon at the Eucharist : A Handbook for Deacons, The Church Union, octobre 1992, 28 p. (ISBN 0-85191-290-7)
- (en) A Manual of Anglo-catholic Devotion, Norwich, Canterbury Press, 31 décembre 2000, 512 p. (ISBN 978-1-85311-354-3, lire en ligne)
- (en) A Pocket Manual of Anglo-catholic Devotion, Norwich, Canterbury Press, 30 avril 2004, 442 p. (ISBN 978-1-85311-530-1, lire en ligne)
- (en) Heaven and Earth in Little Space : The Re-enchantment of Liturgy, Canterbury Press, 19 avril 2010, 224 p. (ISBN 978-1-84825-005-5)